# Spirostreptus ruralis
Spirostreptus ruralis är en mångfotingart som beskrevs av Carl 1914. Spirostreptus ruralis ingår i släktet Spirostreptus och familjen Spirostreptidae. Inga underarter finns listade i Catalogue of Life.